# 旺角街市

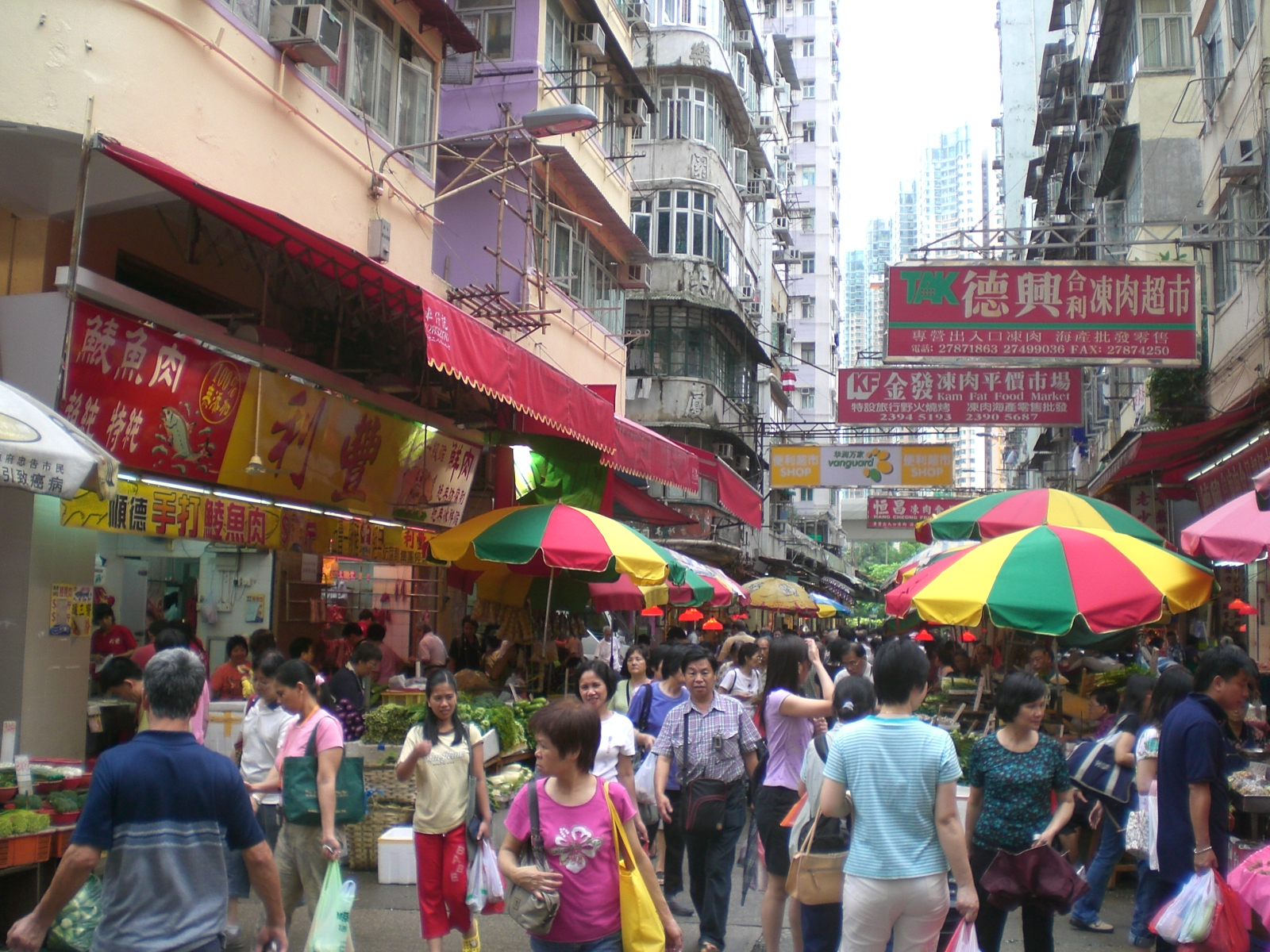
露天的旺角街市

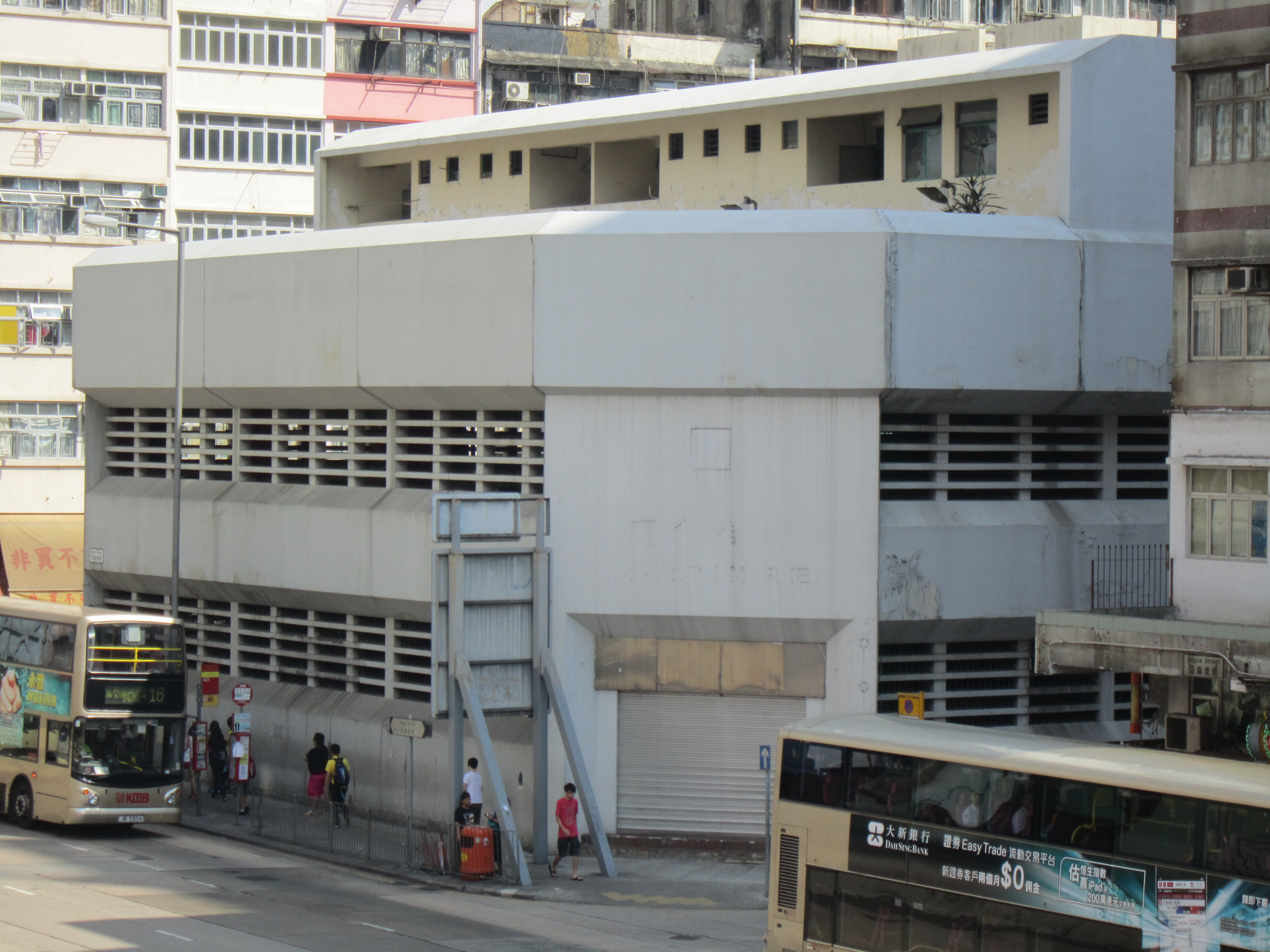
已停用的旺角街市大樓

旺角街市（英語：Mong Kok Market Complex），位于九龍旺角廣東道1047號，屬於油尖旺區。由於街市位置昔日地名為芒角咀，故原名為芒角咀街市（Mong Kok Tsui Market），是香港著名及歷史悠久的街市，現時處於空置狀態。

## 歷史
露天的旺角街市早於1925年開始營運，位於亞皆老街以西、櫻桃街以東—帶；像以前的墟市一樣，售賣肉類、蔬果、海鮮以及日用品。旺角的街頭自戰後出現了大量小販，主要集中通菜街、花園街及奶路臣街一帶，1971年旺角的小販已達二千八百人。七十年代，政府在旺角區為小販劃出特定範圍，規定其在內蓋搭一個綠色、有一定體積的攤檔，在每組攤檔之間留下一線空間供行人使用。
旺角街市樓高3層，屬包浩斯建築風格，建於1977年，當時主要售賣新鮮糧食和蔬菜。不過，花園街街市和大角咀街市先後於1989年和2005年落成啟用，再加上附近店舖林立，導致攤檔空置率持續高達六成以上。2005年油尖旺區議會贊成關閉旺角街市後，食環署與檔販在賠償及安置問題擾攘多時，最終原街市租戶大部份遷至花園街市政大廈繼續經營，街市於2010年3月1日正式關閉，並一直空置。
2012年，城市規劃委員會通過將土地由「政府、機構或社區」改作「商業(3)」用途，當中預留不少於4,500平方米樓面面積作 GIC 社區健康中心用途，並納入賣地表內；但《旺角分區計劃大綱草圖》的建築物高度及通風限制被香港地產建設商會提出司法覆核，使地皮於2013年被剔出賣地表，大樓長期丟空。2015年初，政府在司法覆核中敗訴，法庭把《旺角分區計劃大綱草圖》發還城規會重新審議。油尖旺區議會在2015年2月26日大會上討論有關事項，議員通過動議建議政府把原址改作臨時用途，並要求將該地皮回歸社區用途，交由油尖旺區議會地區設施管理委員會啟動暫時規劃程序。然而，油尖旺區議會地區設施管理委員會在2015年5月14日跟進旺角街市大樓用途時，政府表示沒有部門有意使用旺角街市舊址，反而歡迎區議會邀請有志的組識就臨時用途遞交建議書。最後2020年2月政府將地皮剔出於2020/2021年度賣地表，改由市區重建局翻新成地區康健中心。

## 外部連結
维基共享资源上的相關多媒體資源：旺角街市